# مسی (ترانه رزی)
«مسی» (انگلیسی: Messy) یا «شلوغ» ترانه‌ای از خواننده اهل نیوزیلند و کره جنوبی، رزی است. این ترانه در ۸ مه ۲۰۲۵ توسط آتلانتیک رکوردز و اپل ویدئو پرگرمینگ به عنوان دومین تک‌آهنگ از آلبوم موسیقی متن فیلم اکشن ورزشی اف۱ (۲۰۲۵) منتشر شد.

## پیش‌زمینه و انتشار
یک روز پس از انتشار ترانهٔ «عقلمو از دست دادن» با همکاری دان تالیور و دوجا کت به عنوان نخستین تک‌آهنگ از فیلم اف۱، آتلانتیک رکوردز فهرست هنرمندان مشارکت‌کننده در آلبوم اف۱ را منتشر کرد که نام رزی نیز در میان آن‌ها به عنوان خواننده مهمان به چشم می‌خورد. رزی در ۱ مه ۲۰۲۵ با انتشار پستی در شبکه‌های اجتماعی، حضور خود در این پروژه را رسماً اعلام کرد و از هیجان خود برای شنیده شدن «اولین موسیقی متن فیلم» خود برای طرفداران نوشت. تبلیغات مربوط به آلبوم با برگزاری یک رویداد ویژه در جریان جایزه بزرگ میامی ۲۰۲۵ در ۴ مه آغاز شد. در این رویداد، رزی برای به اهتزاز درآوردن پرچم شطرنجی مسابقهٔ سرعت انتخاب شد. تکه‌ای از ترانهٔ «مسی» که در این مراسم پخش شد، توسط اینفلوئنسر شبکه‌های اجتماعی، تایلر والش، در اینترنت منتشر گردید. در ۷ مه، «مسی» به عنوان دومین تک‌آهنگ رسمی فیلم معرفی شد و تیزرهای رسمی آن در همان روز به اشتراک گذاشته شد. این ترانه به همراه موزیک‌ویدئوی رسمی خود در ۸ مه ۲۰۲۵ منتشر شد. «مسی» نخستین اثر منتشرشدهٔ رزی پس از نخستین آلبوم او با نام رزی در دسامبر ۲۰۲۴ به‌شمار می‌رود.